# Apsilophrys oeceticola
Apsilophrys oeceticola is een vliesvleugelig insect uit de familie Encyrtidae. De wetenschappelijke naam is voor het eerst geldig gepubliceerd in 1950 door De Santis.